# Elección presidencial de Chile de 1866
La elección presidencial de Chile de 1866 se llevó a cabo en por medio del sistema de electores, y dio por reelecto al presidente José Joaquín Pérez Mascayano.
En esta reelección de Pérez no se esperaban sorpresas. La costumbre de los decenios anteriores se debía mantener en esta ocasión y así ocurrió. José Joaquín Pérez logró un abrumante 88 % de los votos de 217 electores, mientras la oposición, los nacionales, llevaron como candidato fuerte a Manuel Bulnes Prieto,  General de Ejército y Expresidente de la República de Chile 1841-1851 .Gran  Mariscal de Ancachs contra la confederación Perú Boliviana en la guerra de 1839 con Victoria para Chile. 
En esto ocurrió algo políticamente extraño, Pérez era de militancia nacional, Bulnes, conservador; sin embargo la Fusión Liberal-Conservadora decidió apoyar a Pérez y los nacionales a Bulnes. También apareció un tercer candidato, Pedro León Gallo, representante del recién formado Partido Radical, quien logró un 5 % de los votos.
José Joaquín Pérez obtuvo 191 electores. Bulnes obtuvo 15 (1 en Copiapó, 9 en La Serena, 3 en Valparaíso y 2 en Concepción) y Pedro León Gallo recibió 11 (6 en Copiapó y 5 en Cauquenes).